# Akron (Colorado)
Akron è una città degli Stati Uniti d'America, situata nella contea di Washington, nello Stato del Colorado.

## Geografia fisica
La città è situata a 40°09′42″N 103°12′43″W e a 1.420 m s.l.m.

## Società

### Evoluzione demografica
Al censimento del 2000, ad Akron c'erano 1.711 abitanti e 457 famiglie che residenti nella città. La densità di popolazione era di 450,26 abitanti per km². Le unità abitative erano 835, con una media di circa 219 per km². La composizione razziale contava il 93,51% di bianchi, lo 0,12% di afroamericani, l'1,23% di nativi americani, lo 0,12% di asiatici e il 4,32% di altre razze. I latini o gli ispanici erano 11,75% della popolazione.